# Anastasia Wahl
Anastasia Wahl är en svensk författarpseudonym, känd som författare av Klitty-böckerna, fem pornografiska deckare utgivna 2002–2010 på Vertigo förlag. Böckernas behandling av sexuella avvikelser har jämförts med könsrockens texter och de har uppfattats som så stötande att en stordistributör av pocketböcker vägrat att förmedla dem. Detta har i sin tur gett böckerna kultstatus i kretsar med andra värderingar.
Böckerna kan uppfattas som parodier på svenska deckare med kvinnliga huvudpersoner. Även pornografin har beskrivits som parodisk utan att detta skulle reducera dess pornografiska karaktär.
Anastasia Wahls identitet är inte känd. Att förläggaren Carl-Michael Edenborg själv skulle ha skrivit böckerna, har förnekats av denne.